# فولادلوقویی

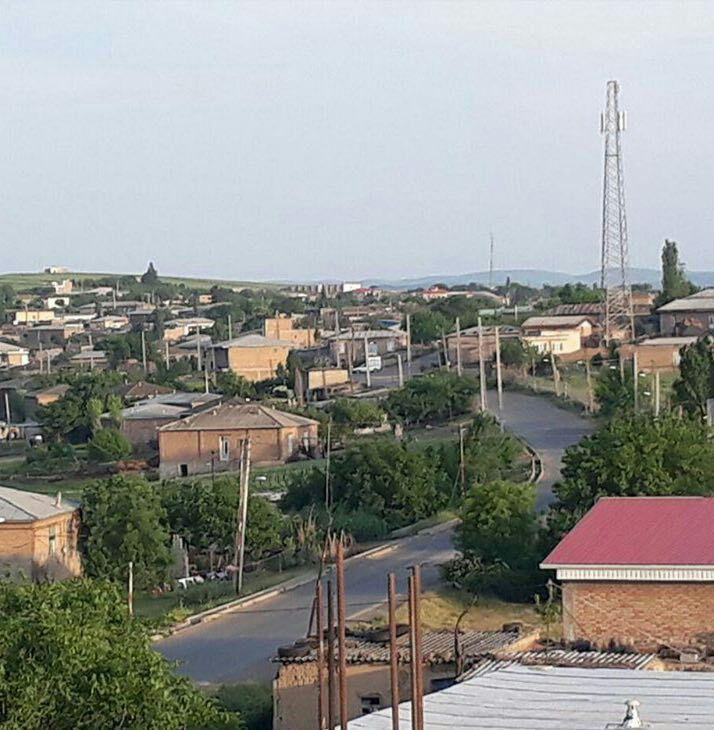

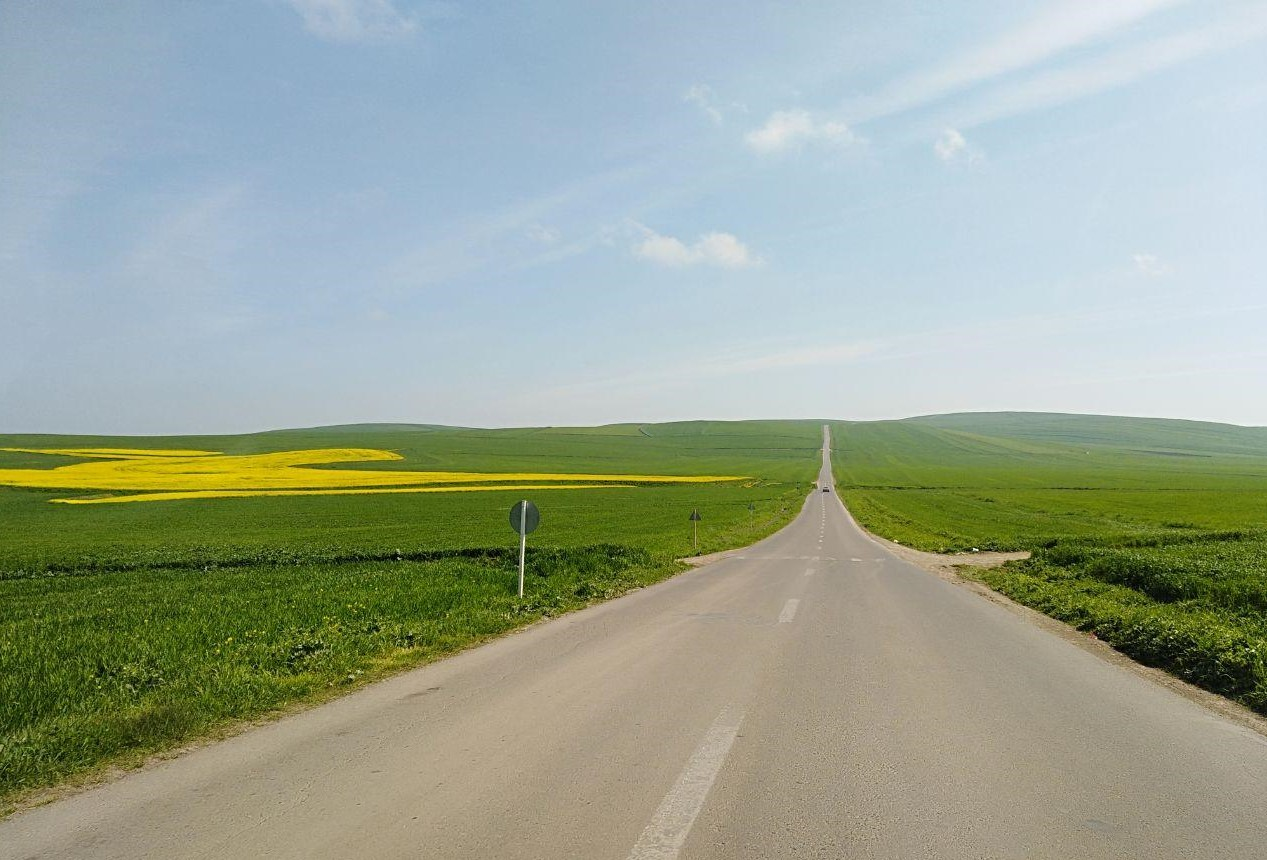

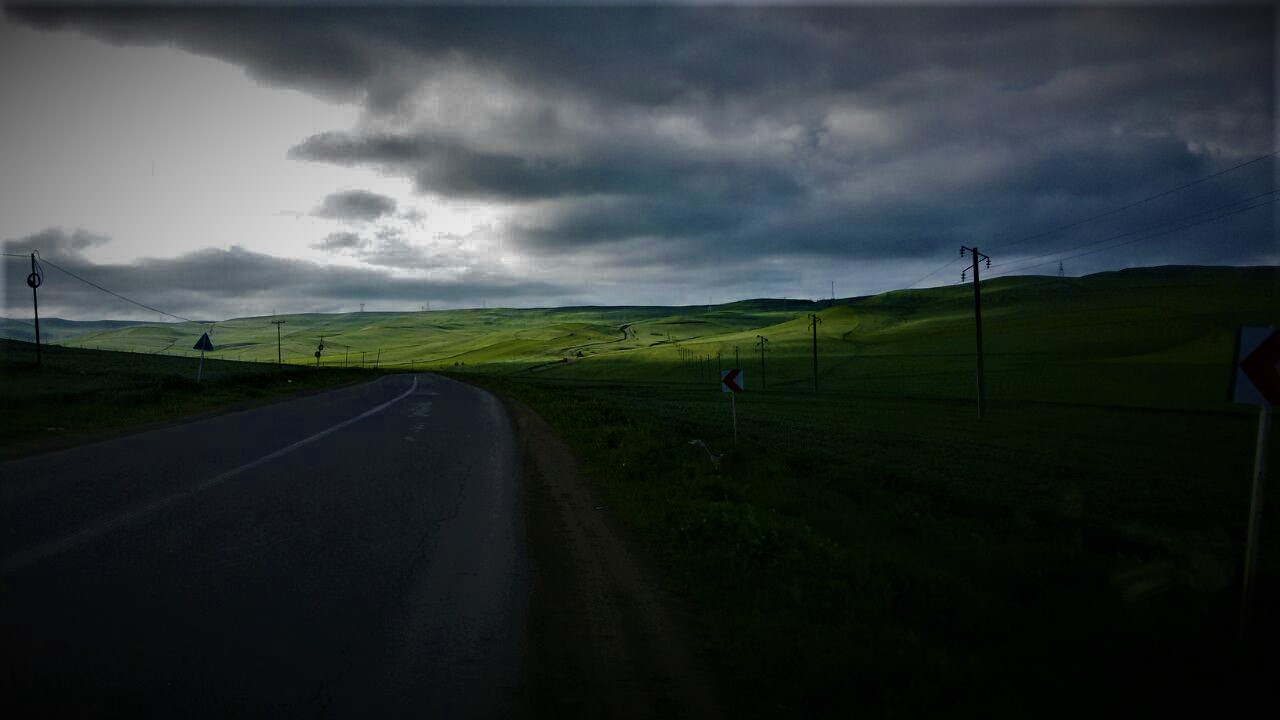

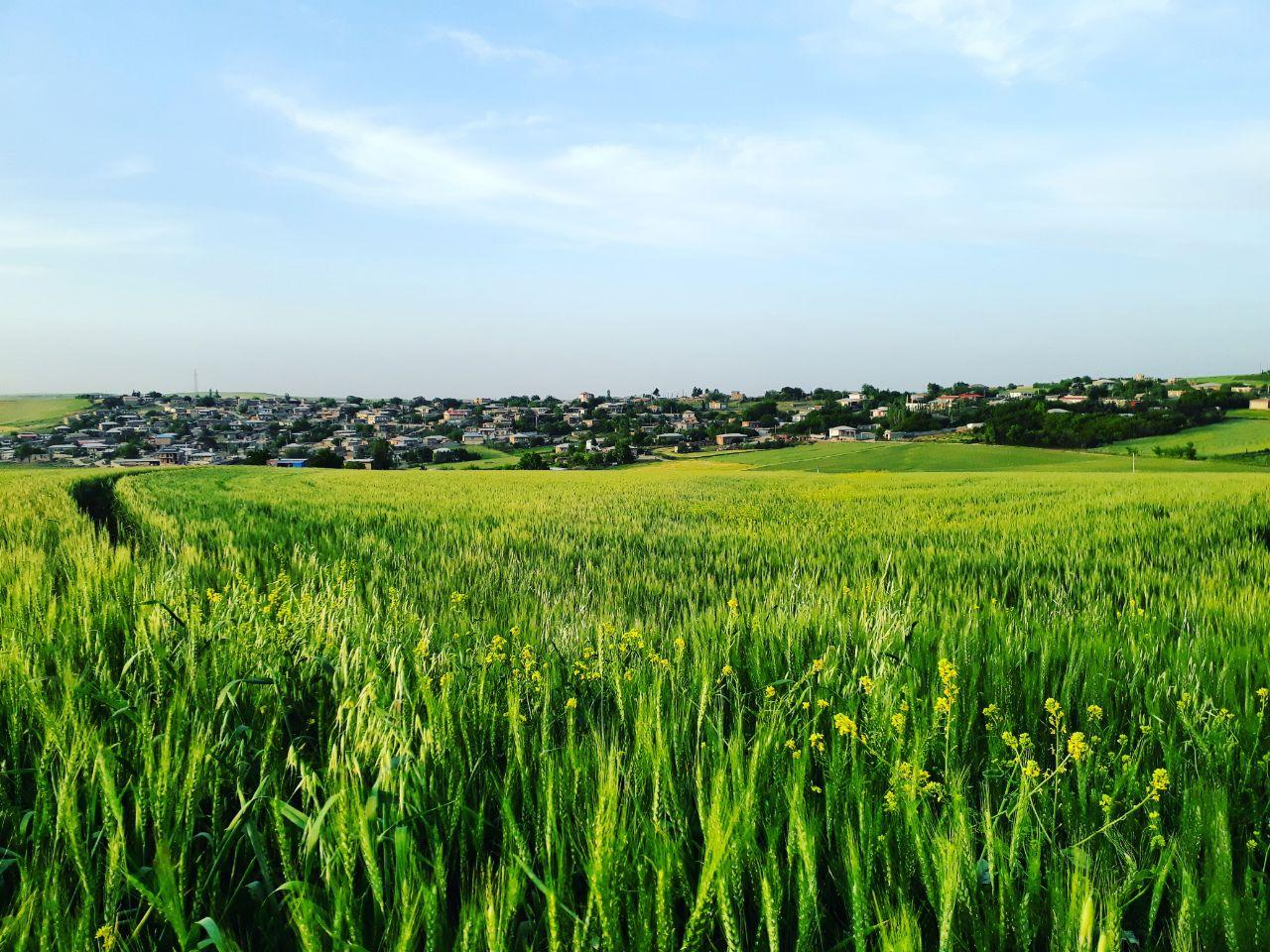

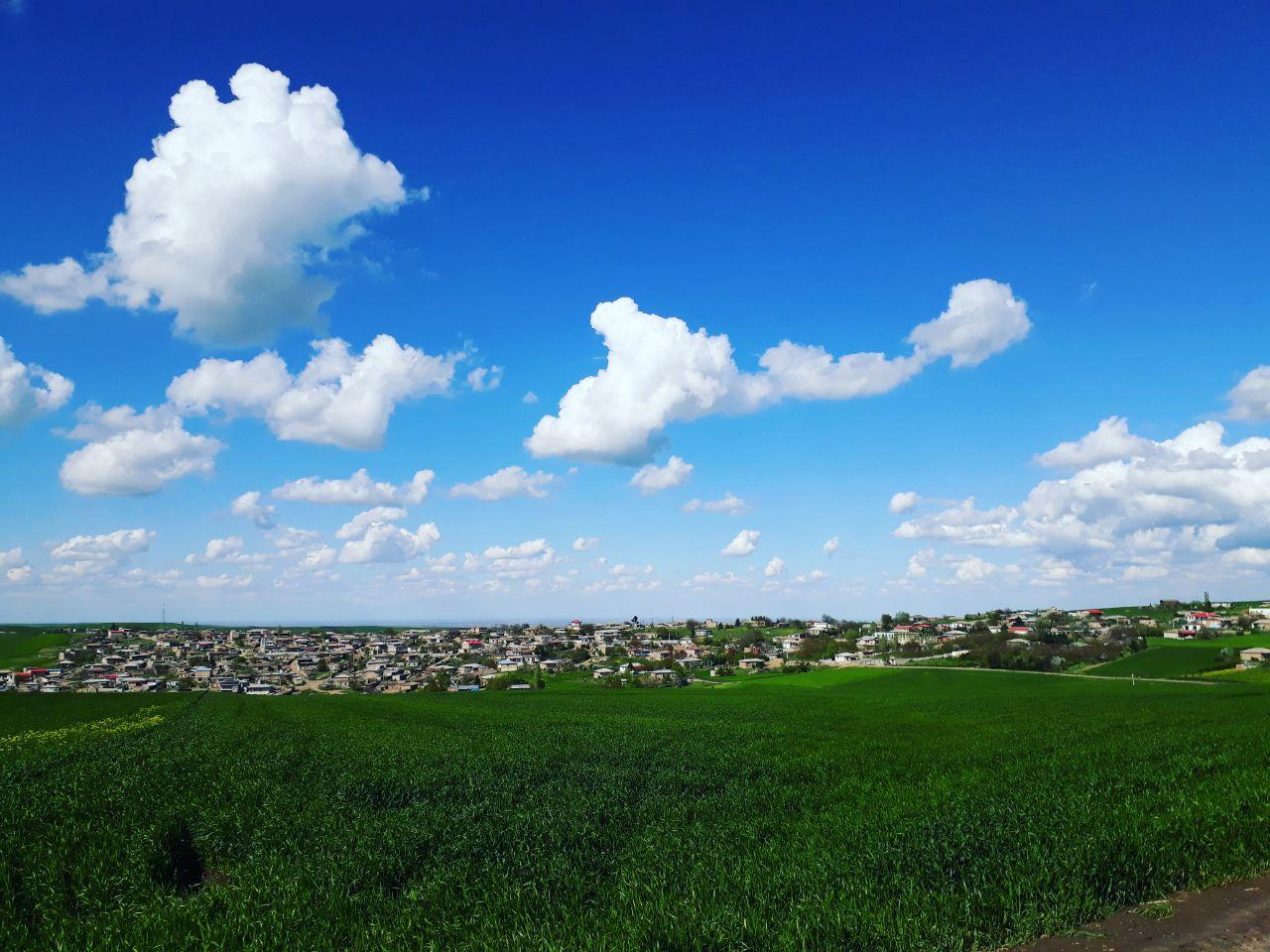

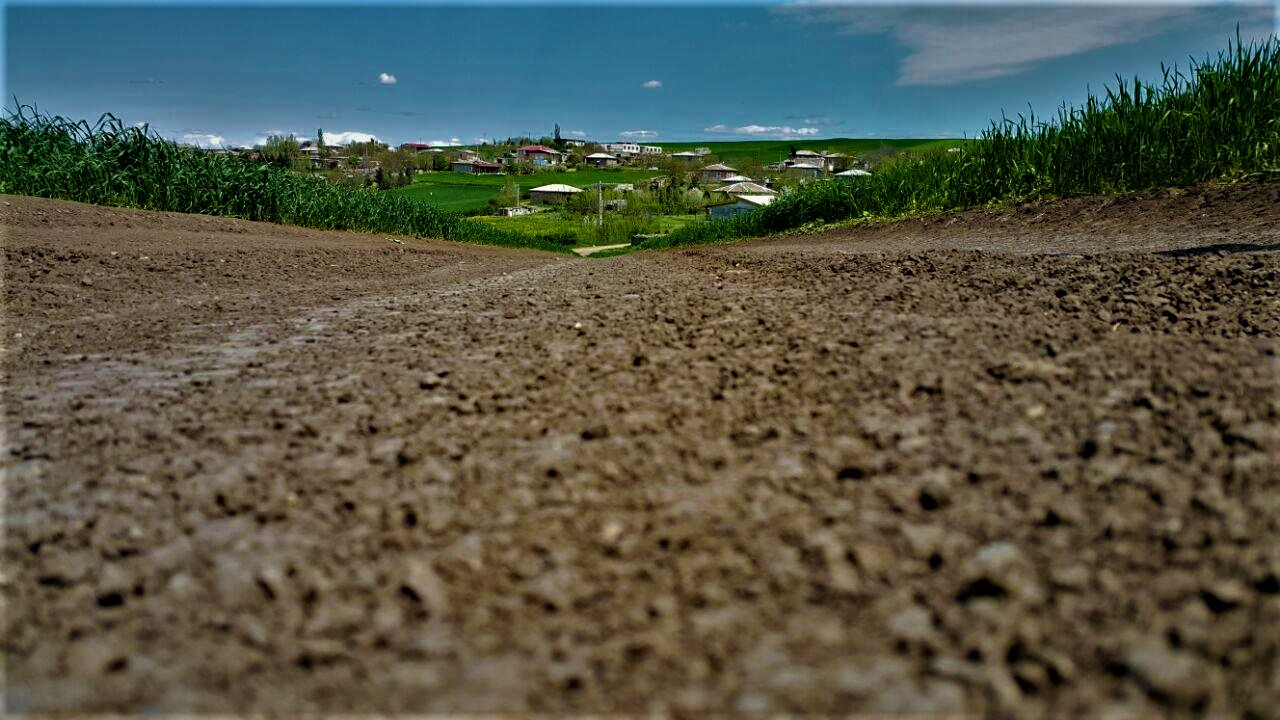

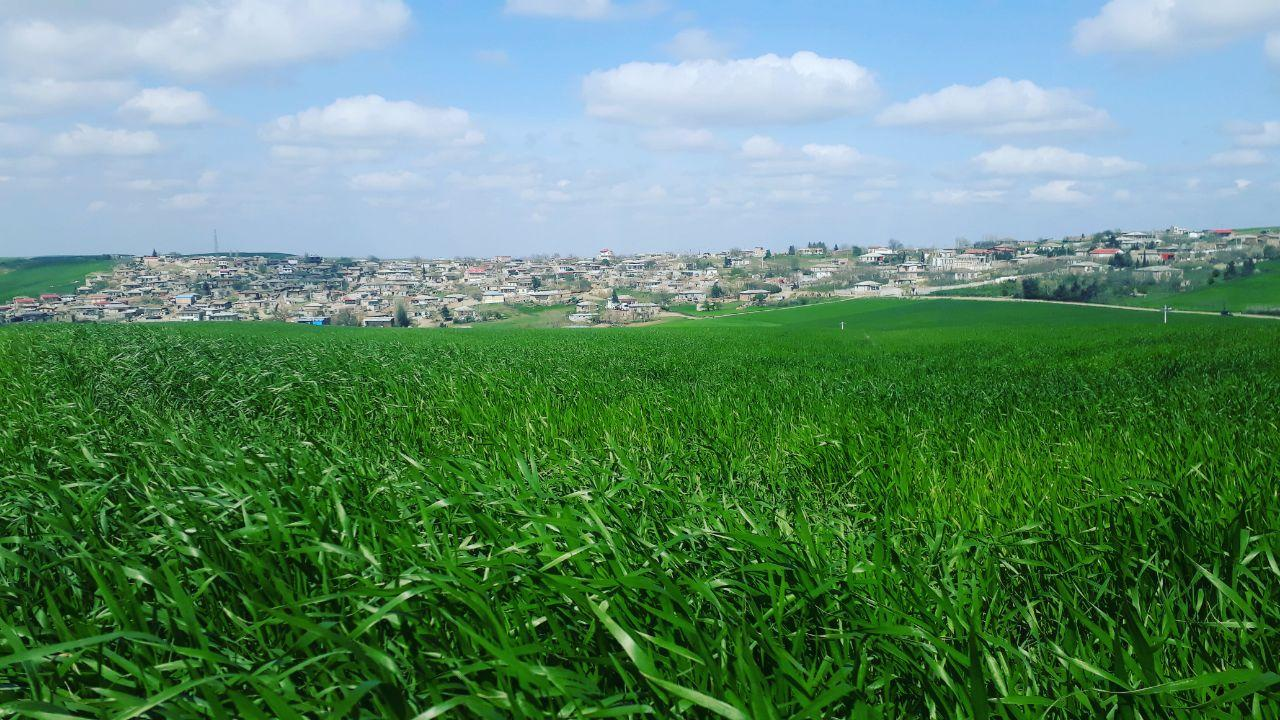

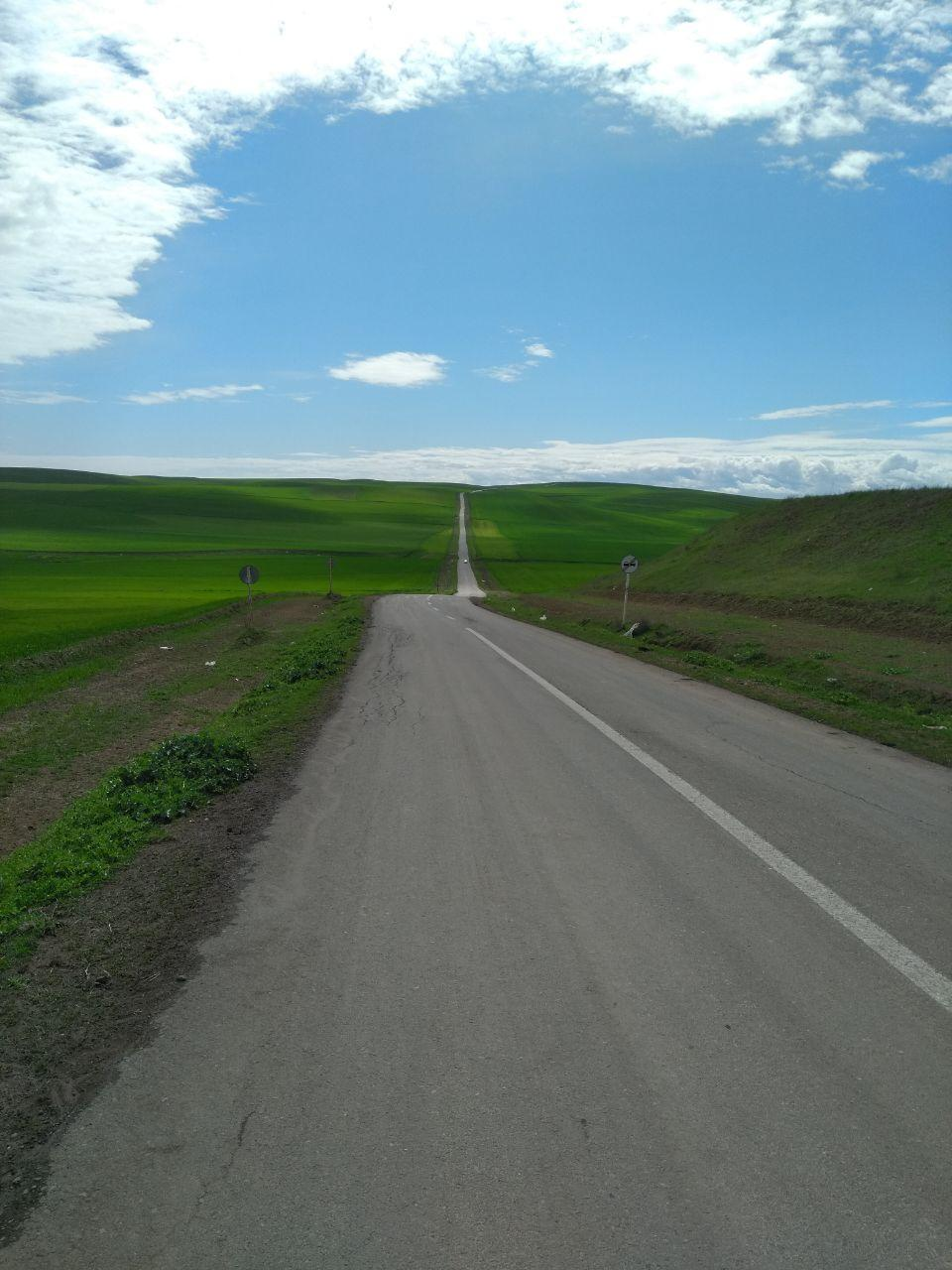

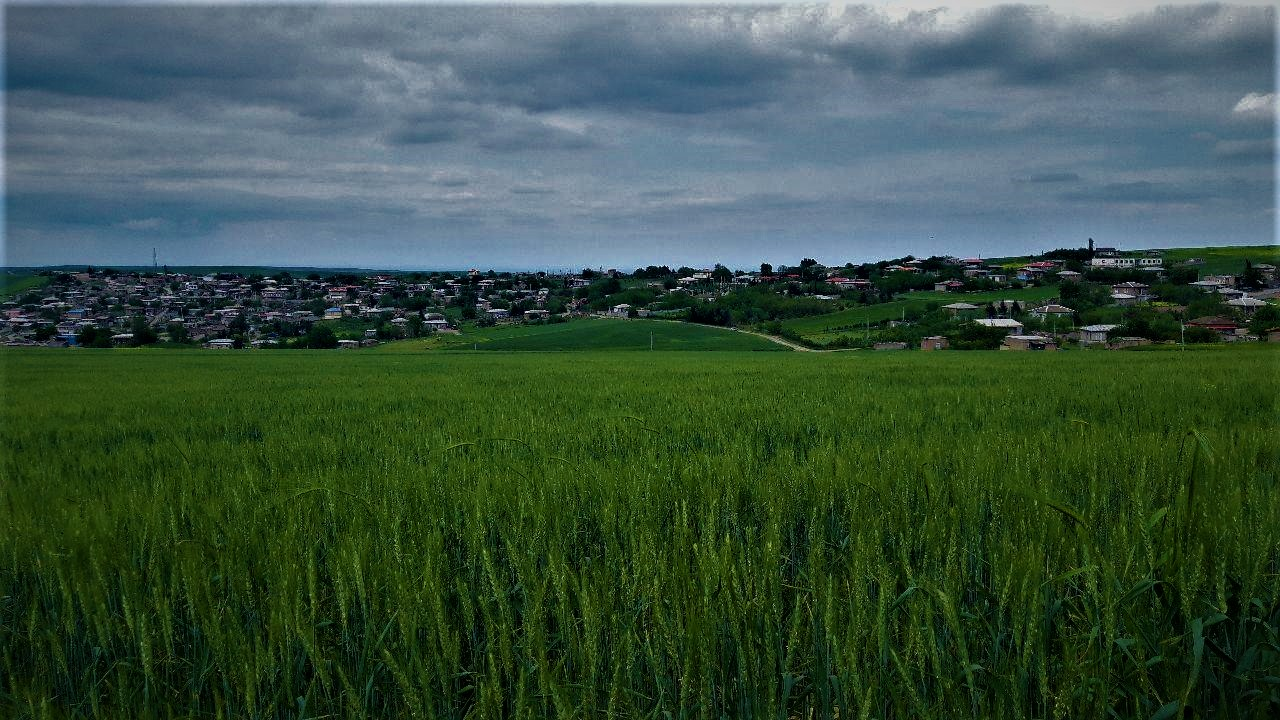

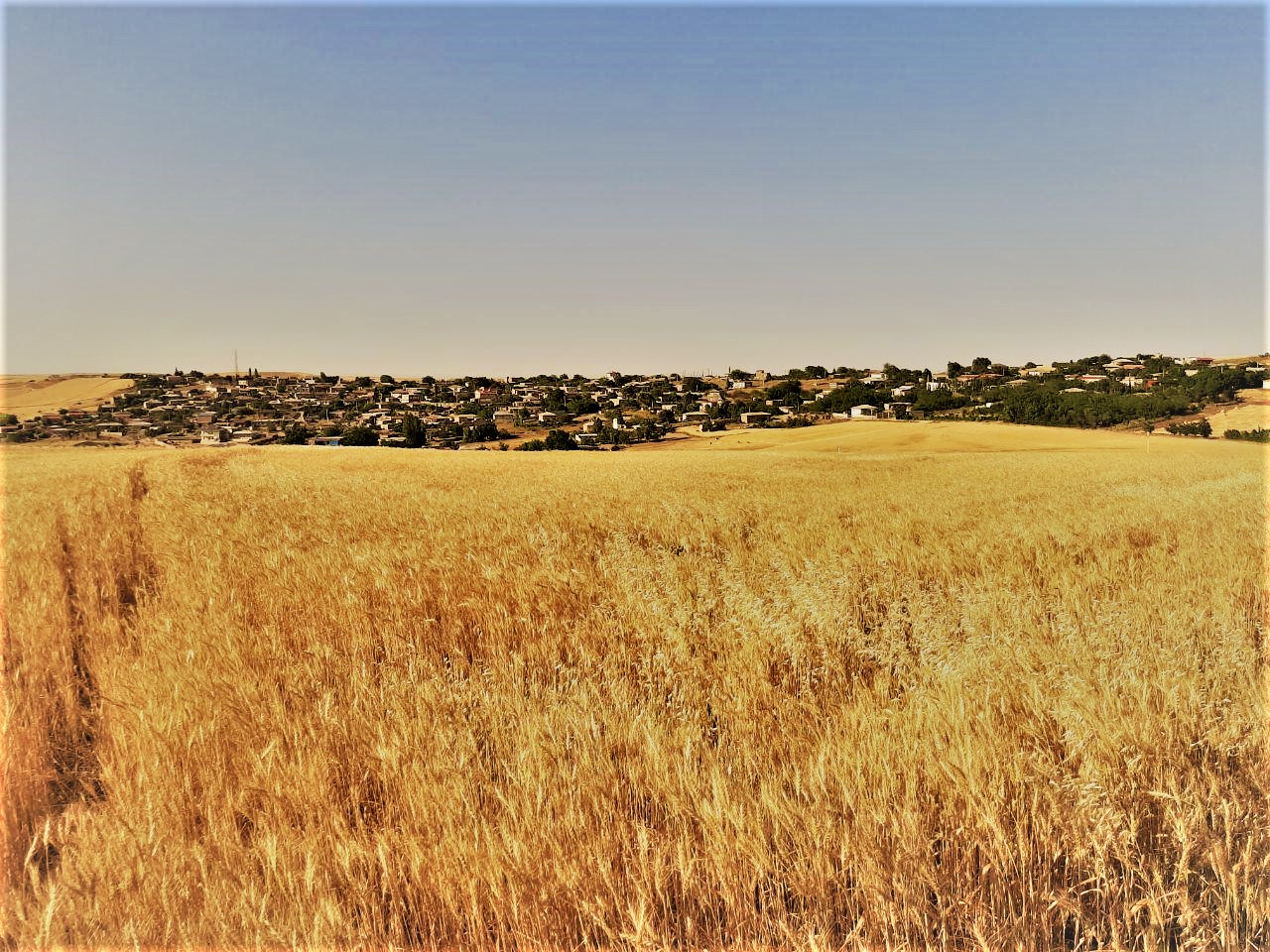

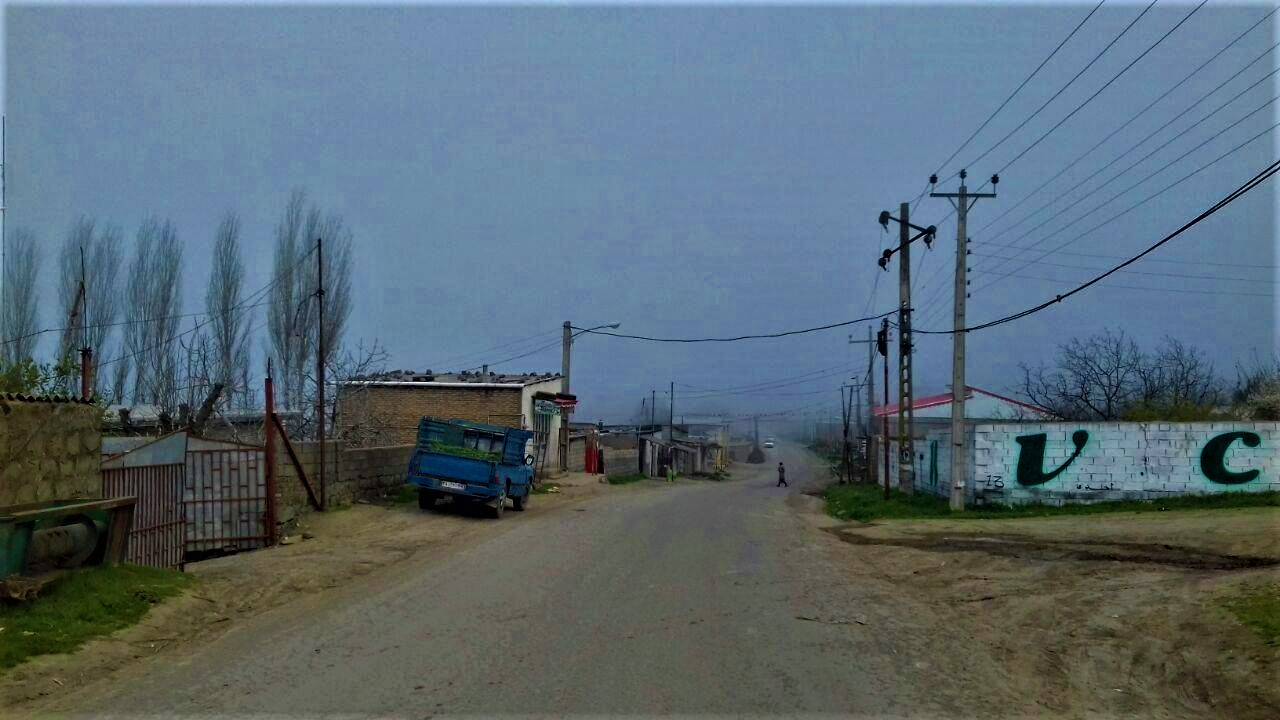

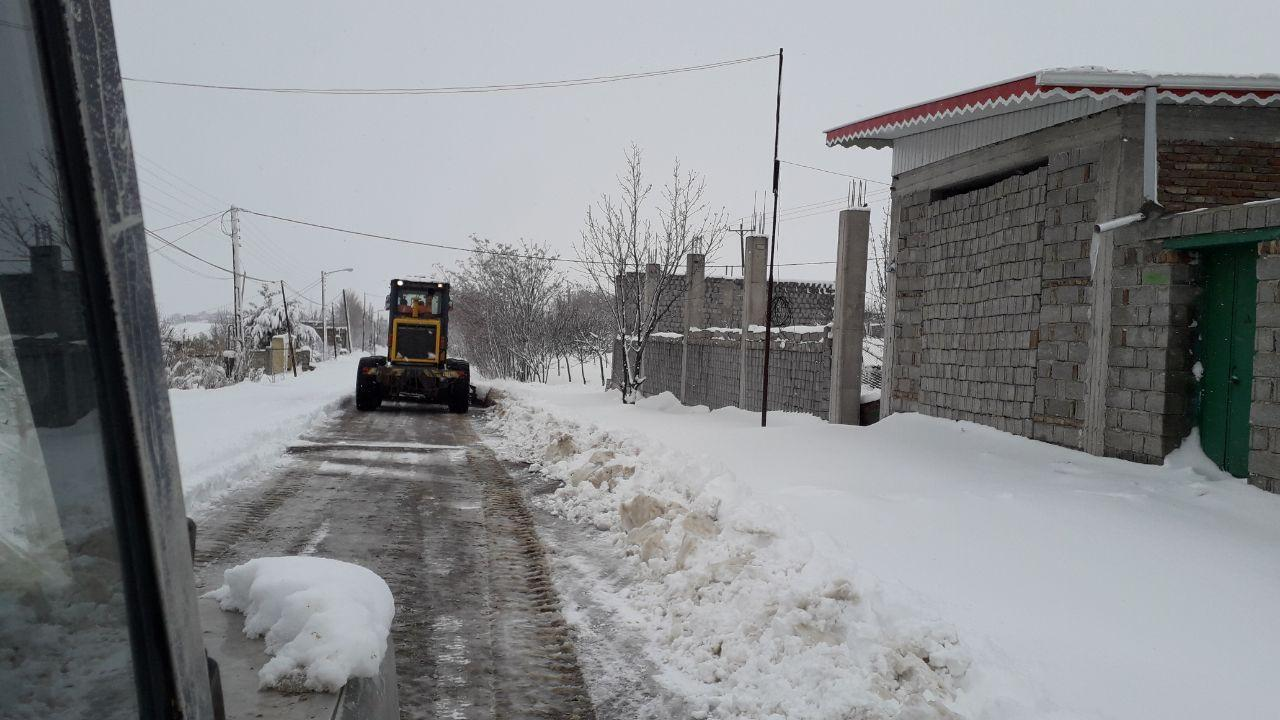

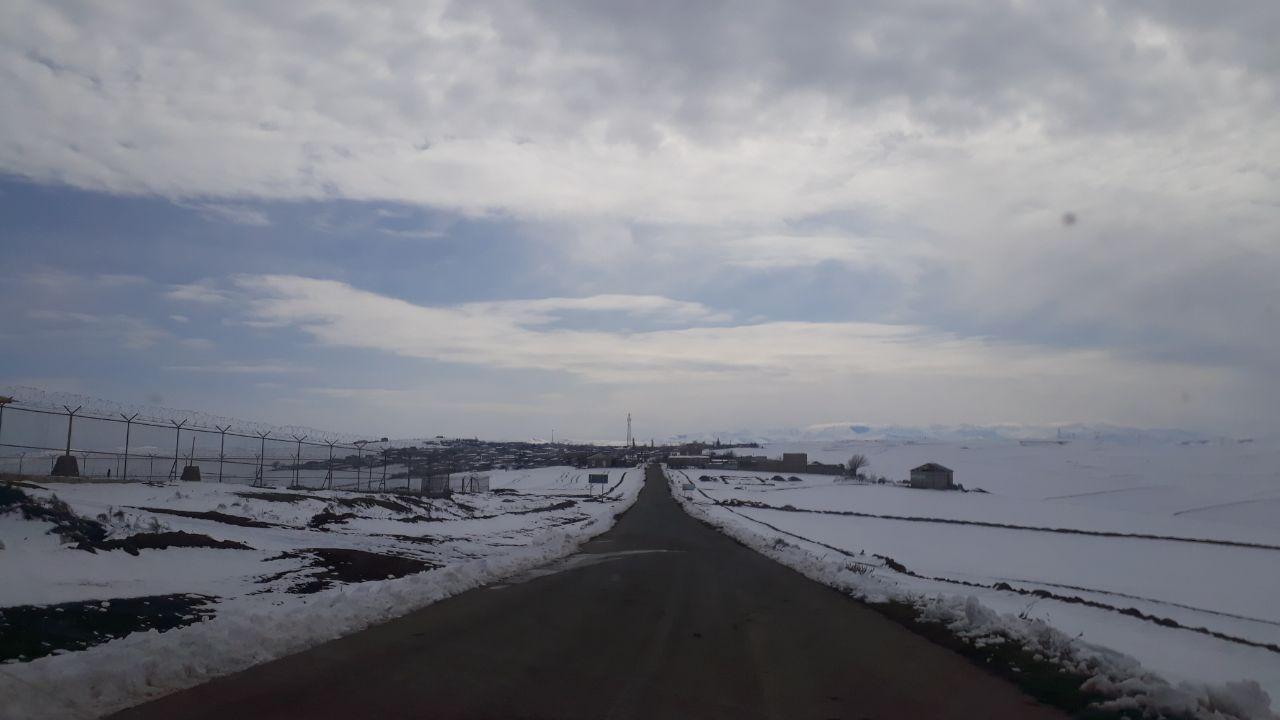

فولادلوقویی روستایی است که در استان اردبیل، شهرستان بیله سوار، بخش مرکزی، دهستان گوگ تپه قرار
دارد. راه این روستا در ۱۴۰ کیلومتری شمال غربی استان اردبیل از جاده اصلی گرمی-بیله سوار در روستای 
اودلو معروف به سه راه پولادي جدا می شود و بعد از ۳ کیلومتر طی مسیر به سمت شمال غربی و بعد از عبور
از یک سر بالائی کوتاه به روستای فولادلو می رسد.اخیرا" جاده سه راه پولادلو با اتصال به شهر جعفرآباد به
مسیر پر تردد گرمی-پارس آباد تبدیل شده است .

## جمعیت
بر اساس سرشماری سال ۱۳۹۵ جمعیت این روستا ۱۴۰۲ نفر با ۳۹۰ خانوار بوده‌است.
https://upload.wikimedia.org/wikipedia/commons/3/3f/Foladlou_village_in_Summer.jpg